# Gaius Turranius
Gaius Turranius Gracilis est un citoyen romain, ressortissant de l'Ordre équestre, né à Gadès (la Cadix espagnole moderne) au milieu du Ier siècle av. J.-C.

Il est cité parmi les auteurs que Pline a consulté à propos de la Bétique, mais le souvenir même de son œuvre est perdu. Selon Tacite, il est le premier à être interrogé par son ami Claude sur la fameuse répudiation de l'Empereur par Messaline.

Tout d'abord préfet d'Égypte de 7 à 4 avant notre ère, sous le principat d'Auguste, il exerce ensuite la charge de préfet de l'annone (præfectus annonæ). Enfin, il est responsable de l'approvisionnement en céréales de Rome (præfectus rei frumentariæ), préfecture qu'il continue d'occuper même alors qu'il dépasse les 90 ans, en 48, sous Claude.

## Préfet d'Égypte
Durant la période de sa préfecture d'Égypte, en l'an 4 avant notre ère, il prend la décision de restreindre l'accès à la caste des prêtres égyptiens aux seuls ressortissants des familles sacerdotales.
La tradition chrétienne prête à Gaius Turranius d'avoir dirigé cette province à l'époque de la fuite en Égypte de la Sainte Famille (Joseph, Marie et Jésus).